# Drosophila polymorpha
Drosophila polymorpha är en tvåvingeart som beskrevs av Theodosius Grigorievich Dobzhansky och Crodowaldo Pavan 1943. Drosophila polymorpha ingår i släktet Drosophila och familjen daggflugor. Inga underarter finns listade i Catalogue of Life.
Artens utbredningsområde sträcker sig från Guatemala till Brasilien.
Arten kan till viss del föröka sig genom partenogenes.